# Вдали от дома (фильм, 1989)
«Вдали от дома» (англ. Far from Home) — американский кинофильм. Премьера состоялась 30 июня 1989 года. В главной роли Дрю Бэрримор.

## Сюжет
Писатель Чарли Кокс (Мэтт Фрюэр) вместе со своей дочерью Джолин (Дрю Бэрримор) возвращаются из путешествия по Америке домой в Лос-Анджелес. В самый разгар жары у них в машине заканчивается бензин. Дотянув до ближайшей заправки в городке Банко, расположенного в отдалённой части пустыни в штате Невада, они обнаруживают что бензина нет и там. Им приходится остановиться на ночлежку в парке трейлеров, принадлежащего женщине Агнес Рид, с сыном которой у Джолин завязывается роман, но когда Джимми Рид пытается изнасиловать Джолин, её спасает другой подросток Пинки.
А тем временем в городке происходит серия странных убийств, и Джолин оказывается в самом центре событий, из которых может и не выбраться. Но настоящий ужас ещё только начинается…

## В ролях
- Мэтт Фрюэр — Чарли Кокс
- Дрю Бэрримор — Джолин Кокс
- Ричард Мазур — Дакетт
- Энтони Рэпп — Пинки Сирс
- Андрас Джонс — Джимми Рид
- Карен Остин — Луиза
- Сьюзан Тайррелл — Агнес Рид
- Дженнифер Тилли — Эми
- Дик Миллер — шериф Билл Чайлдерс
- Конни Сойер — Вайни Хант